# Mon héroïne
Pour plus de détails, voir Fiche technique et Distribution.
Mon héroïne est une comédie française réalisée par Noémie Lefort et sortie en 2022.

## Synopsis
Déjà au collège,  Alex est folle de Julia Roberts. Après le bac, elle veut étudier dans une école de cinéma new-yorkaise et faire un film avec elle. Faute d’avoir pu s’inscrire, elle n'hésite pas à s'envoler pour New York et tente de la rencontrer pour lui proposer un scénario. Ce plan audacieux se heurte à la bureaucratie de l'industrie cinématographique étatsunienne, jusque dans les bureaux de production de l'actrice et elle se désespère de réaliser son rêve.

## Fiche technique
- Titre original : Mon héroïne
- Réalisation : Noémie Lefort
- Scénario : Noémie Lefort et Fadette Drouard
- Musique : Pur-Sang
- Photographie : Nathalie Durand
- Montage : Riwanon Le Beller et Gopal Puntos
- Décors : Pascal Chatton
- Costumes : Linda Belkebir
- Production : Matthieu Zeller et Matthieu Gondinet
  - Coproduction : Caroline Aragon
  - Production exécutive : Gaetan Rousseau
  - Production associée : Stéphane Réthoré
- Sociétés de production : Universal Pictures, Indy Films Production et Octopolis
- Société de distribution : Universal Pictures
- Pays de production :  France
- Langue originale : français
- Format : couleur — 2,35:1
- Genre : comédie
- Durée : 108 minutes
- Dates de sortie :
  - France : 13 novembre 2022 (Arras Film Festival) ; 14 décembre 2022 (en salles)

## Distribution
- Chloé Jouannet : Alex Troffel
- Pascale Arbillot : Mathilde, la mère d'Alex
- Louise Coldefy : Juliette, la sœur de Mathilde et tante d'Alex
- Brigitte Fossey : Jeanne, la grand-mère d'Alex
- Firmine Richard : Christine
- Chris Marques : lui-même
- Zoé Schellenberg : Théa
- Tricia Merrick : Déborah
- Jean-François Cayrey : Hugues Grand
- Frédéric Épaud : le patron de Juliette
- Astrid Roos : Dominique
- Diane Dassigny : l'institutrice